# Aiman Cahyadi
Aiman Cahyadi (né le 16 novembre 1993) est un coureur cycliste indonésien.

## Palmarès sur route

### Par années
- 2013
  -  Champion d'Indonésie sur route
- 2017
  - 3e étape du Tour de Selangor
  - Tour de Siak :
    - Classement général
    - 1re étape
- 2019
  -  Médaillé d'or du contre-la-montre aux Jeux d'Asie du Sud-Est
  -  Champion d'Indonésie du contre-la-montre
  - 2e étape du Tour de l'Ijen
  -  Médaillé d'argent du contre-la-montre par équipes aux Jeux d'Asie du Sud-Est
  -  Médaillé d'argent de la course en ligne par équipes aux Jeux d'Asie du Sud-Est
- 2022
  -  Champion d'Indonésie sur route
  -  Médaillé d'argent du contre-la-montre aux Jeux d'Asie du Sud-Est
  -  Médaillé d'argent de la course en ligne aux Jeux d'Asie du Sud-Est
  - 3e du championnat d'Indonésie du contre-la-montre
- 2023
  -  Champion d'Indonésie du contre-la-montre
  -  Médaillé d'argent de la course en ligne aux Jeux d'Asie du Sud-Est
  - 2e du championnat d'Indonésie sur route
- 2024
  -  Champion d'Indonésie du contre-la-montre
  - 2e du Grand Prix de la Ville d'Oran

### Classements mondiaux
| Année                                 | 2013 | 2014 | 2015 | 2016  | 2017  | 2018 | 2019 | 2020 | 2021  | 2022 | 2023 | 2024 |
| ------------------------------------- | ---- | ---- | ---- | ----- | ----- | ---- | ---- | ---- | ----- | ---- | ---- | ---- |
| Classement mondial                    |      |      |      | 2429e | 1815e | 595e | 694e | 798e | 2339e | 529e | 572e | 701e |
| UCI Asia Tour                         | 68e  | nc   | nc   | 536e  | 311e  | 46e  | 33e  | 35e  | 181e  | 19e  | 28e  | 31e  |
|                                       |      |      |      |       |       |      |      |      |       |      |      |      |
| Légende : nc = non classéSource : UCI |      |      |      |       |       |      |      |      |       |      |      |      |

## Palmarès sur piste

### Jeux d'Asie du Sud-Est
- Nilai-Putrajaya 2017
  -  Médaillé de bronze de la poursuite par équipes

### Championnats nationaux
- 2022
  -  Champion d'Indonésie de poursuite
  -  Champion d'Indonésie de poursuite par équipes (avec Odie Setiawan, Bernard Van Aert et Adhithia Alung Nugraha)